# Albrecht II. (Hohenberg-Rotenburg)

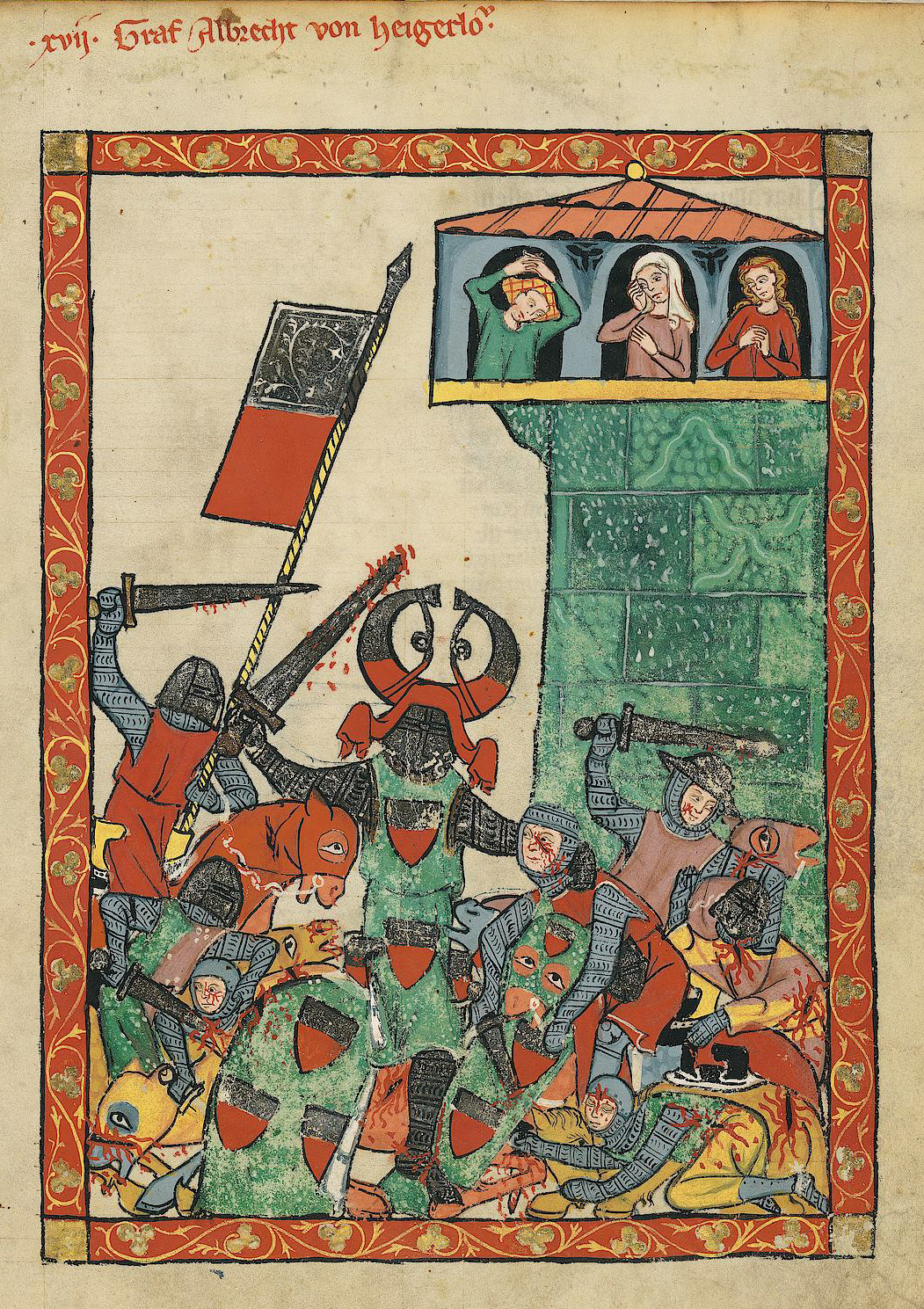
Codex Manesse: Graf Albrecht II. im Gefecht

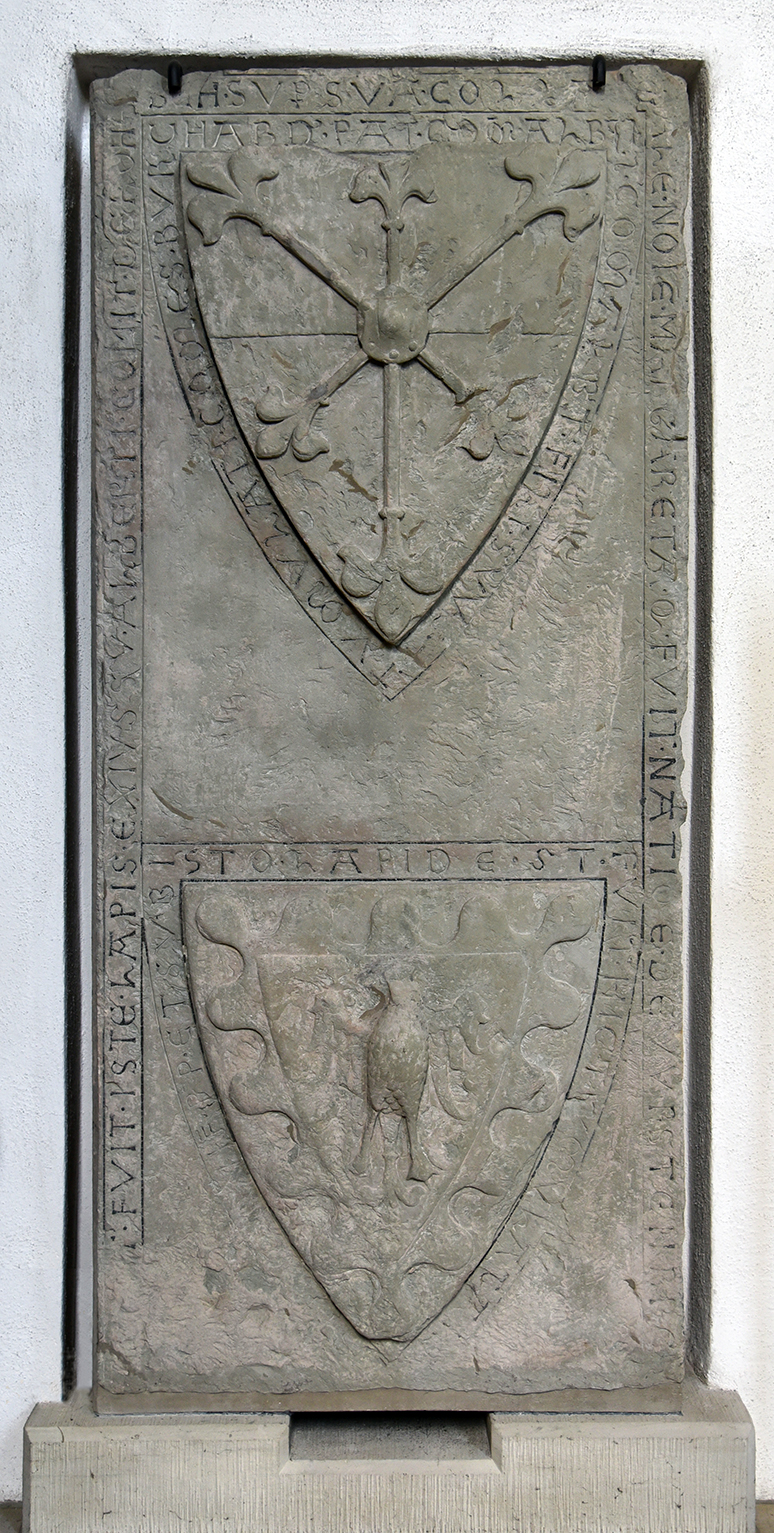
Grabplatte für Graf Burkhard III., Graf Albrecht II. von Hohenberg und seine Gattin Magaretha von Fürstenberg im Chor der Kirche von Kloster Kirchberg

Albrecht II. (auch Albert II.) von Hohenberg-Rotenburg (* um 1235; † 17. April 1298 vor der Burg Leinstetten) war Graf von Hohenberg und Haigerloch, Reichslandvogt von Niederschwaben und zeitweise Reichssturmfähnrich. Er gehörte der im 12. Jahrhundert vom schwäbischen Gesamthaus Hohenzollern abgespaltenen Linie Zollern-Hohenberg an. Unter dem Namen Albrecht von Haigerloch werden ihm zwei Liedstrophen im Codex Manesse zugeschrieben.

## Leben

### Graf am oberen Neckar
Albrecht war der Sohn des Grafen Burchard V. von Hohenberg und seiner Gattin Erbgräfin Mechthild aus der Familie der Pfalzgrafen von Tübingen. Er erbte beim Tod seines Vaters 1253 dessen Herrschaftsgebiet um die Burgen Hohenberg, Haigerloch und Rotenburg, während sein jüngerer Bruder Burkhard VI. († 1318) die Ländereien seiner Mutter um die Burgen Nagold und Wildberg erhielt und dort eine Hohenberger Nebenlinie begründete.
Er gründete um das Jahr 1280 in der Nähe der bestehenden Burg die Stadt Rotenburg (heute Rottenburg am Neckar) neu als Verwaltungsmittelpunkt seiner Grafschaft. Eine zentralere Verwaltung war nötig wegen der beständigen Gebietserweiterungen der Hohenberger in Richtung Neckartal.

### Landvogt in Niederschwaben
Er war Parteigänger und enger Weggefährte des 1273 zum König gewählten Grafen Rudolf I. von Habsburg, der mit seiner älteren Schwester Gertrud Anna verheiratet war. Dabei profitierte Albrecht vom Aufstieg und der Revindikationspolitik des Habsburgers: Dieser beauftragte Albrecht als Landvogt der neu geschaffenen Reichslandvogtei Niederschwaben damit, verlorengegangenes Reichsgut und ehemals staufischen Besitz in Schwaben zurückzugewinnen und dabei der Restitution des seit Konradins Tod vakanten Herzogtums Schwaben den Boden zu bereiten, das Rudolf für seine Familie vorgesehen hatte. Einige Profiteure des Interregnums wollten ihre Zugewinne allerdings nicht kampflos herausrücken, so dass Albrecht einige Fehden auszufechten hatte und auch Rückschläge hinnehmen musste. Um seinen mächtigsten Gegenspieler, den württembergischen Grafen Hartmann III. von Grüningen, zu bezwingen, schmiedete er eine Koalition mit mehreren Grafen, denen der expansive Hartmann ebenfalls ein Dorn im Auge war. Nach mehreren Anläufen konnte er diesen im April 1280 schließlich besiegen und steckte ihn auf der Burg Asperg bis zu seinem Tode in den Kerker. Damit erhielt König Rudolf Zugriff auf die Reichsstadt Grüningen, heute Markgröningen, und weitere Orte im württembergischen Unterland, von denen er in den Folgejahren einigen das Stadtrecht verlieh. Albrecht residierte im folgenden Jahrzehnt hauptsächlich in der Reichsburg Grüningen, wo er 1284 im Beisein Rudolfs und zahlreicher Fürsten und Grafen die Hochzeit seines Sohnes Albrecht III. feierte.
Nach dem Ableben Hartmanns III. von Grüningen ohne männlichen Nachkommen erhoben dessen Halbbruder Graf Konrad von Grüningen-Landau und dessen Vetter Graf Eberhard von Württemberg Ansprüche auf dessen Erbe und „bäumten“ sich gegen Rudolfs und Albrechts Vormachtstellung in Niederschwaben auf. Nach jahrelangen Auseinandersetzungen und einem fruchtlosen Vergleich König Rudolfs söhnten sich die Grafen Albrecht und Eberhard erst am 6. Dezember 1291 in Grüningen aus und feierten dabei die Verlobung von Albrechts Tochter Mechthild mit Eberhards Sohn Ulrich.

### Reichssturmfähnrich
In der Rechtsnachfolge des Grafen Hartmann II. von Grüningen († 1274) begleitete Albrecht den König auf mehreren Feldzügen auch als Reichssturmfähnrich. Im Jahr 1290 ist zudem ein Aufenthalt Albrechts am Hofe Wenzels II. von Böhmen dokumentiert. Rudolfs Plan, das Herzogtum Schwaben wiederzubeleben und für die Habsburger zu gewinnen, scheiterte jedoch. Nach Rudolfs Tod 1291 unterstützte Albrecht dessen Sohn Albrecht von Österreich gegen den statt diesem zum König gewählten Adolf von Nassau, der ihm die Ämter des Reichssturmfähnrichs, Landvogts und Burgvogts zu Grüningen prompt entzogen und seinen Schwager Heinrich von Isenburg damit betraut hatte.
Beim Versuch, Herzog Otto III. von Niederbayern daran zu hindern, sich mit dem Heer des zuvor abgesetzten Königs Adolf gegen Albrecht von Österreich zu vereinigen, fiel Graf Albrecht im April 1298 beim Rückzug von der Schlacht auf den Kreuzwiesen nahe seiner Burg Leinstetten, bevor Herzog Albrecht im Juli die Schlacht bei Göllheim für sich entschied und die Nachfolge seines Vaters Rudolf antreten konnte.
Albrecht II. wurde in dem von seinem Vater Burkhard gegründeten Kloster Kirchberg beigesetzt. Seine Grabplatte blieb erhalten.

### Minnesänger
Albrecht ist auch als Minnesänger bekannt. Im Codex Manesse findet sich auf Blatt 42r eine Miniatur, die ihn unter dem Namen Graf Albrecht von Haigerloch als Ritter in einem Gefecht zeigt (vermutlich die Schlacht, in der er fiel). Die Rückseite des Blattes überliefert die einzigen zwei Albrecht zugeschriebenen Liedstrophen.
Albrechts Strophen bilden eine Kanzone, die durch die Länge der Zeilen und die argumentierende Behandlung der Thematik (offene und heimliche Minne) der Sangspruchdichtung nahesteht. Die erste Strophe stellt stæte minne und triuwe der Gesinnung des minnedieps gegenüber, die zweite Strophe bietet die Gegenposition (verbotenes Wasser mundet besser als offener Wein).

## Nachfahren
Albrecht war dreimal verheiratet. Der Name seiner ersten Gattin ist nicht überliefert. Aus der Ehe gingen zwei Kinder hervor:
- Agnes ⚭ 1281 Albrecht († 1292), Graf von Görz und Tirol
- Albrecht III., genannt Rösselmann († 1304), Graf von Hohenberg ⚭ 1284 N.N.

In zweiter Ehe heiratete er 1282 Gräfin Margareta von Fürstenberg († 1296). Aus der Ehe hatte er drei Kinder:
- Margaretha († 1295) ⚭ (Verlobung 1288) Heinrich IV. († 1301), Markgraf von Burgau
- Mechthild, 1291 verlobt mit Ulrich († 1315), Graf von Württemberg
- Rudolf I. († 1336), Graf von Hohenberg, Herr von Triberg

Seine dritte Frau war Gräfin Ursula von Öttingen († 1308). Aus der Ehe gingen zwei Kinder hervor:
- Albrecht, Mönch in Bonndorf 1317
- Adelheid († 23. Februar 1333) ⚭ um 1317 Konrad I. († 1353), Graf von Schaunberg